# Sowa Hiroshi
Hiroshi Sowa (楚輪 博, sinh ngày 1 tháng 5 năm 1956) là một huấn luyện viên và cựu cầu thủ bóng đá người Nhật Bản.

## Sự nghiệp Huấn luyện viên
Hiroshi Sowa đã dẫn dắt Cerezo Osaka, Sagan Tosu và Kataller Toyama.